# Lymantria ekeikei
Lymantria ekeikei este o specie de molii din genul Lymantria, familia Lymantriidae, descrisă de Bethune-baker 1904 Conform Catalogue of Life specia Lymantria ekeikei nu are subspecii cunoscute.